# Oriol gorjanegre
L'oriol gorjanegre (Oriolus xanthonotus) és un ocell de la família dels oriòlids (Oriolidae).

## Hàbitat i distribució
Habita boscos, clars i vegetació secundària la península de Malaca, Sumatra, incloent les illes Mentawai i Bangka, Java, Borneo i petites illes properes. Illes Calamian i Palawan, a les Filipines sud-occidentals.